# Born in the Echoes
Born in the Echoes ist das achte Studioalbum des britischen Duos The Chemical Brothers, die als bekannteste Vertreter des elektronischen Musikgenres Big Beat gelten.
Das Album erschien am 17. Juli 2015 weltweit unter dem Label Virgin EMI. In Deutschland erreichte das Album Platz 10, im Vereinigten Königreich gelangte es sogar auf die Nummer 1.

## Trackliste
1. Sometimes I Feel So Deserted
2. Go (feat. Q-Tip)
3. Under Neon Lights (feat. St. Vincent)
4. EML Ritual (feat. Ali Love)
5. I´ll See You There
6. Just Bang
7. Reflexion
8. Taste of Honey
9. Born in the Echoes (feat. Cate Le Bon)
10. Radiate
11. Wide Open (feat. Beck)

Bonustracks (Deluxe Version)
1. Let Us Build a City
2. Wo Ha
3. Go (Extended Mix)
4. Reflexion (Extended Mix)

## Rezensionen und Medienecho
Das Album wurde von den deutschen Medien recht positiv aufgenommen, so gab es bei der Rezension von Spiegel Online acht von zehn Punkten, Musikexpress.de gab dem Album vier von sechs Sternen. In Großbritannien hatte Born in the Echoes jedoch ein größeres Medienecho mit überwiegend positiven Rezensionen.
In einem Interview mit der britischen Zeitung The Guardian wurde seitens der Band verdeutlicht, dass dieses Album nicht mit der heutigen EDM (elektronischen Tanzmusik) zu vergleichen gedacht ist, da jedes Lied der EDM in Amerika "nach Benny Benassi" klingen würde. Vielmehr war die Absicht, dem Zuhörer ein weites Spektrum an unterschiedlichen Liederarten zu geben, welches von Psychedelic Rock über Techno bis hin zu House reicht.